# Ruszan Rafikow
Ruszan Rusłanowicz Rafikow, ros. Рушан Русланович Рафиков (ur. 15 maja 1995 w Saratowie) – rosyjski hokeista, reprezentant Rosji.

## Kariera
- Łokomotiw Jarosław do lat 16 (2010–2011)
- Łokomotiw Jarosław do lat 17 (2011–2012)
- Łoko Jarosław (2011-2016)
- HK Riazań (2014-2015)
- Łokomotiw Jarosław (2015)
- Admirał Władywostok (2015)
- Łokomotiw Jarosław (2015-)

Wychowanek Łokomotiwu Jarosław. Od 2011 do 2016 przez pięć sezonów grał w rozgrywkach MHL w barwach drużyny Łoko. W międzyczasie, w KHL Junior Draft w 2012 został wybrany przez macierzysty Łokomotiw (z numerem 71), a w drafcie NHL z 2013 został wybrany przez Calgary Flames (z numerem 187). Był przekazywany do zespołu farmerskiego z Riazania w rozgrywkach WHL, a od 2015 był w kadrze seniorskiego zespołu Łokomotiwu w seniorskich rozgrywkach KHL. W styczniu 2015 przedłużył kontrakt z klubem o dwa lata. W październiku tego roku został przetransferowany do Admirała Władywostok, a dwa miesiące później, w grudniu powrócił do Łokomotiwu. Przedłużał tam umowę o dwa lata w kwietniu 2017 i w kwietniu 2019.
W barwach juniorskiej kadry Rosji uczestniczył w turniejach mistrzostw świata juniorów do lat 17 edycji 2012, mistrzostw świata juniorów do lat 18 edycji 2013, mistrzostw świata juniorów do lat 20 edycji 2015. W późniejszym czasie został kadrowiczem reprezentacji seniorskiej Rosji. W składzie reprezentacji Rosyjskiego Komitetu Olimpijskiego (ang. ROC) brał udział w turnieju MŚ edycji 2021.

## Sukcesy
Reprezentacyjne
- Złoty medal mistrzostw świata juniorów do lat 17: 2012
- Złoty medal Jr Super Series: 2015
- Srebrny medal mistrzostw świata juniorów do lat 20: 2015
- Złoty medal zimowej uniwersjady: 2015

Klubowe
- Srebrny medal mistrzostw Rosji do lat 15: 2010 z Łokomotiwem
- Srebrny medal mistrzostw Rosji do lat 17: 2012 z Łokomotiwem
- Pierwsze miejsce w Dywizji Północny-Zachód w sezonie zasadniczym MHL: 2014, 2015, 2016 z Łoko Jarosław
- Pierwsze miejsce w Konferencji Zachód w sezonie zasadniczym MHL: 2014, 2015, 2016 z Łoko Jarosław
- Pierwsze miejsce w sezonie zasadniczym MHL: 2014, 2016 z Łoko Jarosław
- Złoty medal MHL /  Puchar Charłamowa: 2016 z Łoko Jarosław
- Superpuchar MHL: 2016 z Łoko Jarosław
- Brązowy medal mistrzostw Rosji: 2017 z Łokomotiwem Jarosław
- Złoty medal mistrzostw Rosji: 2025 z Łokomotiwem
- Puchar Gagarina: 2025 z Łokomotiwem

Indywidualne
- MHL (2013/2014): najlepszy obrońca etapu - 1/8 finału
- Wysszaja Chokkiejnaja Liga (2014/2015): najbardziej obiecujący zawodnik miesiąca - październik 2014
- MHL (2015/2016): najlepszy obrońca etapów - 1/2 finału, finał o Puchar Charłamowa
- KHL (2017/2018): najlepszy obrońca tygodnia - 16 października 2017[7]
- KHL (2022/2023):
  - Piąte miejsce w klasyfikacji strzelców wśród obrońców w fazie play-off: 3 gole
  - Czwarte miejsce w klasyfikacji strzelców zwycięskich goli meczowych w fazie play-off: 3 gole
- KHL (2023/2024):
  - Drugie miejsce w klasyfikacji strzelców wśród obrońców w sezonie zasadniczym: 12 goli
  - Czwarte miejsce w klasyfikacji asystentów wśród obrońców w fazie play-off: 8 asyst
  - Piąte miejsce w klasyfikacji kanadyjskiej wśród obrońców w fazie play-off: 8 punktów